# Bec Hewitt
Rebecca «Bec» Cartwright-Hewitt, más conocida como Bec Hewitt o Bec Cartwright (Sídney, Nueva Gales del Sur, Australia, 23 de julio de 1983) es una actriz, cantante y presentadora australiana, conocida por haber interpretado a Hayley Smith en la serie australiana Home and Away.

## Biografía
Rebecca es hija de Darrel y Michelle Cartwright, tiene un hermano mayor, Shaun y una hermana mayor, Kristy.
Es muy buena amiga de las actrices Kate Ritchie, Ada Nicodemou, Kimberley Cooper y de la cantante Delta Goodrem,  con quien ha sido amiga desde la infancia. Kimberley le presentó a Bec a su futuro esposo Lleyton.
- Relaciones.:

En el 2000 Bec comenzó a salir con el actor Beau Brady, poco después la pareja se comprometió en enero del 2004, sin embargo Bec terminó la relación ese mismo año después de cuatro años juntos. En el 2010 Beau dijo en una entrevista que proponerle matrimonio a Bec fue el mayor error que ha hecho en su vida.
Poco después de romper su compromiso con Brady comenzó a salir con el tenista Lleyton Hewitt, después de salir por solo seis semanas Hewitt le propuso matrimonio a Bec en la final del Abierto de Australia. El 5 de mayo del mismo año anunciaron que estaban esperando a su primer hijo juntos, poco después la pareja se casó el 21 de julio del 2005 en el Sydney Opera House. Las actrices Ada Nicodemou y Kate Ritchie fueron sus damas de honor.
El 29 de noviembre del 2005 Bec dio a luz a su primera hija, Mia Rebecca Hewitt. Más tarde en enero del 2008 la pareja anunció que estaban esperando a su segundo hijo y el 11 de diciembre del mismo año tuvieron su primer hijo juntos, Cruz Lleyton Hewitt.
Poco después la pareja le dio la bienvenida a su segunda hija, Ava Sydney Hewitt el 19 de octubre del 2010.

## Carrera
En 1997 apareció como invitada en series como Water Rats y Roar donde interpretó a la joven Catlin.
En el 2004 participó en la primera temporada de la versión australiana del concurso de baile Dancing with the Stars su pareja fue el bailarín profesional Michael Miziner, la pareja ganó el trofeo del primer lugar.
En 1998 obtuvo su primer papel importante en la televisión y el cual la lanzó a la fama cuando se unió al elenco de la exitosa y aclamada serie australiana Home and Away; donde interpretó a Hayley Hunter hasta el 2005 después de que Bec dejara la serie para dar a luz a su primer hijo, inmediatamente después de su salida fue reemplazada por la actriz Ella Scott Lynch, quien se unió a la serie y continuó interpretando a Hayley.

## Carrera musical
En 2002 Bec firmó un contrato discográfico con Warner Music Australia y con East West Records. Su primer sencillo se tituló All Seats Taken y fue lanzado el 18 de noviembre del mismo año alcanzando el puesto número 10 en la lista de música de ARIA, la canción obtuvo críticas variadas.
Sus siguientes singles fueron  "On the Borderline" y "A Matter of Time", sin embargo ninguno obtuvo éxito. Su álbum debut fue lanzado el 16 de junio de 2003, el álbum obtuvo diferentes críticas. En 2004 Bec terminó su asociación con Warner Music.

## Filmografía
Series de televisión
| Año         | Título        | Personaje          | Notas                              |
| ----------- | ------------- | ------------------ | ---------------------------------- |
| 1992        | Police Rescue | Emma               | episodio "Reasons to Live"         |
| 1997        | Water Rats    | Niña de la Escuela | episodio "Wrong Place, Wrong Time" |
| 1997        | Roar          | Joven Catlin       | episodio "Tash"                    |
| 1998 - 2005 | Home and Away | Hayley Smith       | 100 episodios                      |

Apariciones
| Año         | Título                 | Notas                            |
| ----------- | ---------------------- | -------------------------------- |
| 2004 - 2005 | Dancing with the Stars | 8 episodios - concursante - ganó |

## Premios y nominaciones
| Año  | Categoría                       | Premio             | Serie         | Resultado |
| ---- | ------------------------------- | ------------------ | ------------- | --------- |
| 1999 | Most Popular New Female Actress | Silver Logie Award | Home and Away | Nominada  |
| 2001 | Most Popular Actress            | Silver Logie Award | Home and Away | Nominada  |
| 2004 | Most Popular Actress            | Silver Logie Award | Home and Away | Nominada  |
| 2005 | Most Popular Actress            | Silver Logie Award | Home and Away | Ganadora  |
| 2005 | Most Notably Performance        | Gold Logie Award   | Home and Away | Nominada  |
| 2006 | Most Notably Performance        | Gold Logie Award   | Home and Away | Nominada  |